# Ю Бьон Ок
Ю Бьон Ок (кор. 유병옥, нар. 2 березня 1964) — південнокорейський футболіст, що грав на позиції захисника.
Виступав за клуби «ПОСКО Атомс» та «Ел Джі Чітас», а також національну збірну Південної Кореї, у складі якої був учасником чемпіонату світу 1986 року.

## Клубна кар'єра
Народився 2 березня 1964 року. Вихованець футбольної команди Університету Ханьян.
У дорослому футболі дебютував 1987 року виступами за команду клубу «ПОСКО Атомс», в якій провів п'ять сезонів, взявши участь у 101 матчі чемпіонату.  Більшість часу, проведеного у складі «ПОСКО Атомс», був основним гравцем захисту команди.
1992 року перейшов до клубу «Ел Джі Чітас», за який відіграв 4 сезони. Граючи у складі «Ел Джі Чітас» також здебільшого виходив на поле в основному складі команди. Завершив професійну кар'єру футболіста в 1995 році.

## Виступи за збірні
1983 року залучався до складу молодіжної збірної Південної Кореї. На молодіжному рівні зіграв у 6 офіційних матчах.
1983 року дебютував в офіційних матчах у складі національної збірної Південної Кореї. Протягом кар'єри у національній команді, яка тривала 4 роки, провів у формі головної команди країни 19 матчів.
Був у заявці збірної на кубок Азії 1984 року в Сінгапурі, в рамках якого на поле не виходив. Згодом взяв участь в одному матчі своєї команди на чемпіонаті світу 1986 року в Мексиці, який став для нього останнім у формі збірної.
| Дата       | Місто             | Господарі      | Результат | Гості          | Турнір                     | Голи | Примітки |
| ---------- | ----------------- | -------------- | --------- | -------------- | -------------------------- | ---- | -------- |
| 29-7-1983  | Лос-Анджелес      | Гватемала      | 1 – 1     | Південна Корея | товариський матч           | -    |          |
| 3-8-1983   | Гватемала (місто) | Гватемала      | 2 – 1     | Південна Корея | товариський матч           | -    |          |
| 9-8-1983   | Сан-Хосе          | Коста-Рика     | 1 – 1     | Південна Корея | товариський матч           | -    |          |
| 3-6-1984   | Пусан             | Південна Корея | 2 – 0     | Гватемала      | Кубок Президента 1984      | -    |          |
| 30-9-1984  | Сеул              | Південна Корея | 1 – 2     | Японія         | Щорічний матч Корея-Японія | -    |          |
| 2-3-1985   | Катманду          | Непал          | 0 – 2     | Південна Корея | Відбір до ЧС 1986          | -    |          |
| 10-3-1985  | Куала-Лумпур      | Малайзія       | 1 – 0     | Південна Корея | Відбір до ЧС 1986          | -    |          |
| 6-4-1985   | Сеул              | Південна Корея | 4 – 0     | Непал          | Відбір до ЧС 1986          | -    |          |
| 19-5-1985  | Сеул              | Південна Корея | 2 – 0     | Малайзія       | Відбір до ЧС 1986          | -    |          |
| 6-6-1985   | Теджон            | Південна Корея | 3 – 2     | Таїланд        | Кубок Президента 1985      | -    | 45'      |
| 8-6-1985   | Кванджу           | Південна Корея | 3 – 0     | Бахрейн        | Кубок Президента 1985      | -    |          |
| 15-6-1985  | Сеул              | Південна Корея | 2 – 0     | Ірак           | Кубок Президента 1985      | -    |          |
| 21-7-1985  | Сеул              | Південна Корея | 2 – 0     | Індонезія      | Відбір до ЧС 1986          | -    |          |
| 30-7-1985  | Джакарта          | Індонезія      | 1 – 4     | Південна Корея | Відбір до ЧС 1986          | -    |          |
| 8-12-1985  | Ірапуато          | Угорщина       | 1 – 0     | Південна Корея | Турнір Мексики             | -    | 46'      |
| 11-12-1985 | Гвадалахара       | Мексика        | 2 – 1     | Південна Корея | Турнір Мексики             | -    |          |
| 9-2-1986   | Гонконг           | Гонконг        | 0 – 2     | Південна Корея | Турнір Гонконгу            | -    |          |
| 16-2-1986  | Гонконг           | Південна Корея | 1 – 3     | Парагвай       | Турнір Гонконгу            | -    |          |
| 2-6-1986   | Мехіко            | Аргентина      | 3 – 1     | Південна Корея | ЧС 1986 - 1-й етап         | -    | 46'      |
| Усього     |                   | Матчів         | 19        |                | Голів                      | 0    |          |

## Титули і досягнення
- Переможець Юнацького (U-19) кубка Азії: 1982
- Переможець Азійських ігор: 1986